# Margaret Mensah-Williams
Margaret Natalie Mensah-Williams (sinh ngày 25 tháng 12 năm 1961) là một chính khách người Namibia và là Chủ tịch hiện tại của Hội đồng Quốc gia (Thượng viện Quốc hội Namibia). Bà là thành viên của Đảng cầm quyền Swapo và là Ủy viên hội đồng khu vực hiện tại cho khu vực bầu cử Khomasdal ở Windhoek.

## Sự nghiệp chính trị
Mensah-Williams tham gia vào chính trường trong thời gian bà là sinh viên tại Đại học Cape Town, nơi bà tham gia tổ chức các cuộc tuần hành chống đối chế độ Apartheid ở cả quê hương Namibia và Nam Phi. Sau đại học, bà bắt đầu sự nghiệp của mình với tư cách là một giáo viên và sau đó làm việc trong xã hội dân sự. Bà trở thành người phụ nữ đầu tiên được bầu vào chức vụ ra quyết định khi bà được bầu làm Phó Chủ tịch (Phó Chủ tịch) của Hội đồng Quốc gia năm 1999. Mensah-Williams đã phục vụ với tư cách là một thành viên của Hội đồng Quốc gia từ năm 1998 tới nay.
Bà hiện là thành viên của Bộ Chính trị và Ủy ban Trung ương của Đảng Patapo Swapo. Cho đến tháng 3 năm 2018, Mensah-Williams phục vụ hai nhiệm kỳ liên tiếp với tư cách là thành viên của Ủy ban điều hành Liên minh Nghị viện Liên bang và phục vụ cùng một thân chủ với tư cách là Chủ tịch Văn phòng Phụ nữ IPU trong hai nhiệm kỳ. Hơn nữa, bà được bầu làm Phó Chủ tịch Nhóm công tác IPU về Syria trong Hội nghị IPU lần thứ 137 ở Nga.